# ويليام شومان
ويليام شومان (بالإنجليزية: William Shuman)‏ هو سياسي أمريكي، ولد في 23 يوليو 1921 في الولايات المتحدة، وتوفي في 30 أغسطس 1978 في ميامي في الولايات المتحدة. حزبياً، نشط في الحزب الديمقراطي. وقد انتخب عضو مجلس نواب بنسيلفانيا.